# Inti Briones
Inti Briones Arredondo (Lima, 1971) es un cineasta peruano-chileno, escogido por la revista variety como uno de los diez directores de fotografía en los hay que poner atención en el año 2013, conocido por su trabajo en diversos formatos y soportes de vídeo digital y película de cine. Su trabajo se ha destacado por la sensibilidad con la que aborda tanto en ubicaciones rurales. como urbanas de distintas partes del mundo.

## Biografía
Inti Briones creció en Lima con su madre chilena, Sybila Arredondo, viuda de José María Arguedas, A los 15 años, en Perú, ingresó a la Escuela de Cine e Televisión de Armando Robles Godoy. A los 20, se mudó para Santiago de Chile, aunque ya había tomado cursos de cine en Perú y unos talleres en Francia estaba empeñado en estudiar con Héctor Ríos Henríquez, director de fotografía de El chacal de Nahueltoro. Tempranamente comenzó a trabajar con directores chilenos como Raúl Ruiz, Ignacio Agüero, Pablo Perelman, Andrés Racz. En 1996, se desempeñó como presidente de la Asociación Chilena de Cortometristas y el 26 de noviembre de 2015 se convierte en socio fundador de la Asociación de Chilena de Cinematografía ACC. Su trabajo ahora continúa con una diversidad especial de directores como Walter Salles, Paula Gaitán, Julia Lokvet, Felipe Hirsch, Daniela Thomas, Joanna Lombardi, David Schurman, Ofir Raul Graizer, Andre Warwar, Jayro Bustamante y Aly. Muritiba, entre otros…
Actualmente es socio y portador de las siglas de la Associação Brasileira de Cinematografia ABC, Asociación de Autores de Fotografía Cinematográfica Peruanos DFP y la Asociación Chilena de Cinematografía ACC 
También ha sido productor de la película "Canción Sin Nombre" de Melina León y coproductor de "Tarde Para Morir Joven" de Dominga Sotomayor, "Matar un Hombre" de Alejandro Fernandez y "Crimen de Gavea" de Adré Warwar, también productor asociado de "Banquete" de Daniela Thomas y "Aqui No Ha Pasado Nada" de Alejandro Fernández

## Filmografía
- Cofralandes, rapsodia chilena (2002)
- Días de campo (2004)
- La recta provincia (2007)
- El cielo, la tierra y la lluvia (2008)
- La maison Nucingen (2008)
- Ilusiones ópticas (2009)
- Huacho (2009)
- Verano (2011)
- Ulises (2011)
- Bonsái (2011)
- The Loneliest Planet (2011)
- La noche de enfrente (2012)
- El verano de los peces voladores (2013)
- Las niñas Quispe (2014)
- Matar a un hombre (2014)
- La voz en off (2014)
- United Passions (2014)
- El Cristo ciego (2016)
- Pequeno Segredo (2016)
- Vazante (2017)
- Tarde para morir joven (2018)
- Canción sin nombre (2019)
- Hebe: A Estrela do Brasil (2019)

## Premios
- Premio Pedro Sienna  a la mejor dirección de fotografía "El Cielo, La Tierra, La Lluvia" (2009)
- Premio Pedro Sienna  a la mejor dirección de fotografía "Ilusiones Opticas" (2010)
- Premio Pedro Sienna  a la mejor dirección de fotografía "Bonsai" (2012)
- Festival Internacional de Cine RiverRun, Mejor Cinematografía por El verano de los peces voladores (2013)[8]
- Festival de Cine de Venecia, Premio Fedeora a la Mejor Cinematografía por Las niñas Quispe (2014)
- Festival de Cine Latinoamericano de Lima, Mejor Cinematografía por Las niñas Quispe (2014)
- Premio Pedro Sienna  a la mejor dirección de fotografía "El Verano de los Peces Voladores" (2014)
- RiverRun International Film Festival Mejor fotografía "El Verano de los Peces Voladores" (2014)
- Festival de Nuevo Cine de La Habana, Mejor Cinematografía por Aquí no ha pasado nada (2016)
- Premio Pedro Sienna  a la mejor dirección de fotografía "Las Niñas Quispe" (2016)
- Festival Internacional de Cine de Gijón, Mejor fotografía "Tarde Para Morir Joven" (2018)
- Festival de Cine Iberoamericano de Huelva Mejor fotografía "Canción Sin Nombre" (2019)
- Festival de cine de Ceará[9] Mejor fotografía "Canción Sin Nombre" (2019)
- Festival Internacional de Cine de Estocolmo Best Cinematography "Canción Sin Nombre" (2019)